# リナローロ
リナローロ（伊: Linarolo）は、イタリア共和国ロンバルディア州パヴィーア県にある、人口約2,800人の基礎自治体（コムーネ）。

## 地理

### 位置・広がり

#### 隣接コムーネ
隣接するコムーネは以下の通り。
- アルブッツァーノ
- ベルジョイオーゾ
- カンポスピノーゾ・アルバレード (アルバレード・アルナボルディ)
- メッツァニーノ
- トラヴァコ・シッコマーリオ
- ヴァッレ・サリンベーネ

### 気候分類・地震分類
気候分類では、zona E, 2628 GGに分類される。
また、イタリアの地震リスク階級 (it) では、zona 3 (sismicità bassa) に分類される
。

## 行政

### 分離集落
リナローロには、以下の分離集落（フラツィオーネ）がある。
- Casa Lamino, Cascina Paltinera, Crocetta, La Becca, Ospedaletto, San Leonardo, Vaccarizza